# 9. Flak-Division
La 9. Flak-Division (9e division de Flak) est une division de lutte antiaérienne de la Luftwaffe allemande au sein de la Wehrmacht durant la Seconde Guerre mondiale.

## Historique

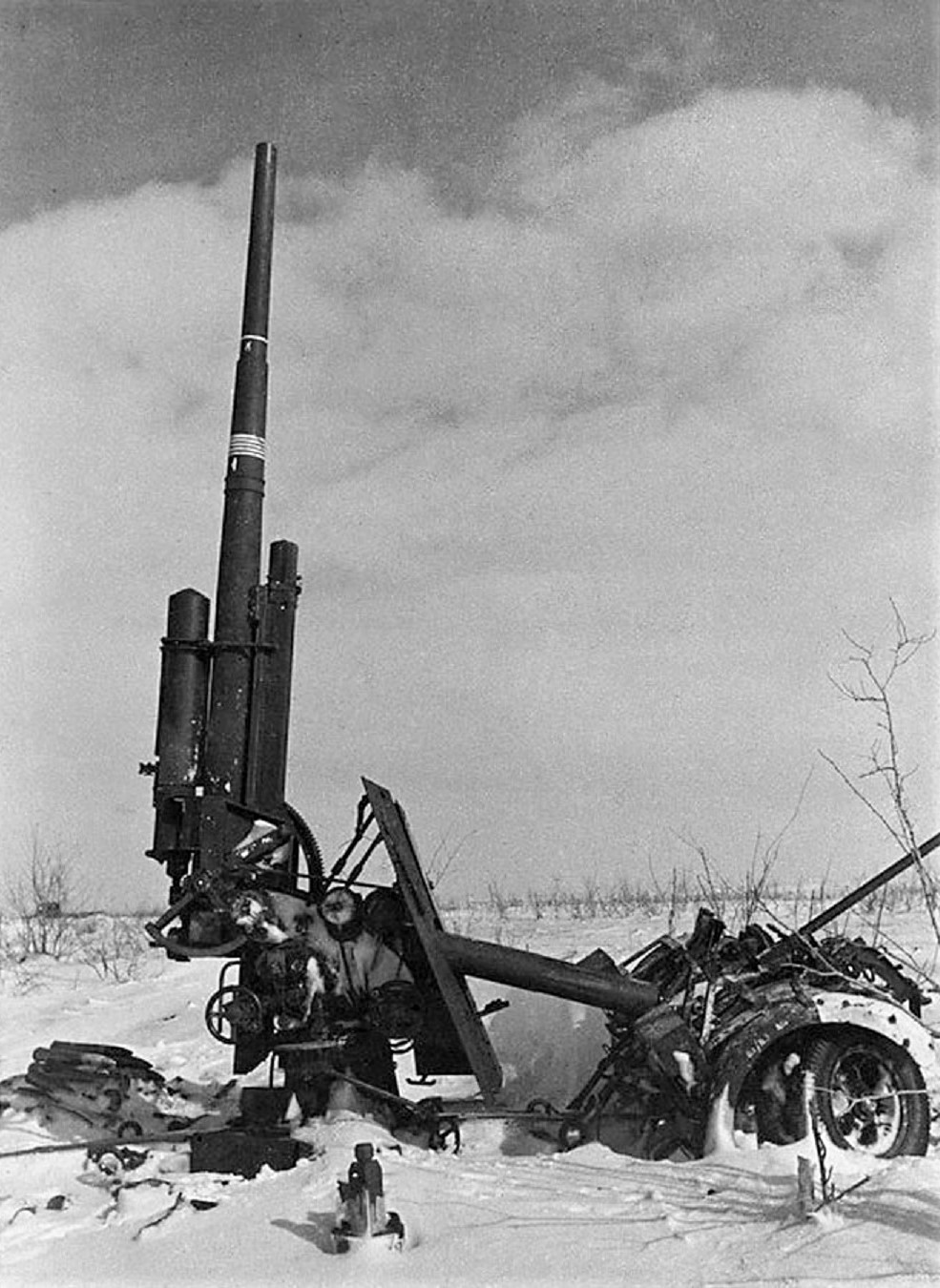
Un canon de 88 mm détruit, photographiée par un soldat de l'Armée rouge dans les environs de Stalingrad en 1943.

La 9. Flak-Division est mise sur pied le 1er septembre 1941 à Caen en France à partir du Luftverteidigungskommando 9.
En janvier 1942, la division fait mouvement pour le sud de la Russie et est responsable de la protection de toute la zone de l'Heeresgruppe Süd jusqu'en mai 1942 (avec les Stab/Flak-Regiments 37, 42, 91 et 104), lorsque la division est rattaché à la 6. Armee.
La plupart de la division est détruite à Stalingrad mais une partie de l'état-major a été évacué et la division est réformée le 7 février 1943 en Crimée à partir des unités survivantes. Elle y reste jusqu'en avril 1944 où la plupart de la division est à nouveau détruite.
Elle est réformée de mai à août 1944 dans la zone de Breslau.
En septembre 1944, la 9e Flak-Division est rattachée au IV. Flakkorps (de). Le 2 septembre, la Flak-Division reçoit pour mission de défendre Metz, alors que la bataille de Metz s'engage. Appuyant la 1re armée allemande, la division est renforcée par le Stab/Flak-Regiment 45 (mot.) et le Stab/Flak-Regiment 86 (v). De nombreuses batteries sont converties en batteries anti-chars. Après la chute de Metz, une partie de la 9e flak poursuit les combats dans la région de Sarrebruck, Neunkirchen et Kaiserslautern.
Le 1er février 1945, elle combat à Wörsbach et le 26 mars 1945 à Gemersheim.
Elle finit la guerre dans la région de Bayern.

## Commandement
| Début              | Fin             | Grade           | Nom                        |
| ------------------ | --------------- | --------------- | -------------------------- |
| 1er septembre 1941 | 25 juin 1942    | General         | Otto Wilhelm von Renz (de) |
| 25 juin 1942       | 12 janvier 1943 | General         | Wolfgang Pickert (en)      |
| Janvier 1943       | Janvier 1943    | Oberst          | Wilhelm Wolff              |
| Janvier 1943       | 3 février 1943  | Oberstleutnant  | Richard Haizmann           |
| Février 1943       | 17 mai 1944     | General         | Wolfgang Pickert           |
| 18 mai 1944        | 22 juin 1944    | Oberst          | Wilhelm van Koolwijk       |
| 23 juin 1944       | 4 mai 1945      | Generalleutnant | Adolf Pirmann              |

Chef d'état-major :
| Début  | Fin          | Grade        | Nom              |
| ------ | ------------ | ------------ | ---------------- |
| ?      | ?            | ?            | ?                |
| ? 1942 | Janvier 1943 | Oberleutnant | Richard Haizmann |
| ? 1943 | ? 1945       | Major        | Franz Kaiser     |

## Organisation

### Rattachement
| Début              | Fin            | Commandement           |
| ------------------ | -------------- | ---------------------- |
| 1er septembre 1941 | Janvier 1942   | Luftgau Westfrankreich |
| Janvier 1942       | Mai 1942       | Luftflotte 4           |
| Mai 1942           | Avril 1944     | I. Flakkorps (de)      |
| Juin 1944          | Septembre 1944 | Luftgau VIII           |
| Septembre 1944     | Mai 1945       | IV. Flakkorps (de)     |

### Unités subordonnées
Formation le 1er septembre 1941 :
- Stab/Flak-Regiment 59 à Paris
- Stab/Flak-Regiment 100 au Havre
- Stab/Flak-Regiment 15 à Rennes
- Stab/Flak-Regiment 30 à Cherbourg
- Luftnachrichten-Abteilung 129

Organisation en décembre 1942 : (Quartier général à Stalingrad) :
- Stab/Flak-Regiment 37 (Oberst Wolf)
- Stab/Flak-Regiment 91 (Oberst Krause)
- Stab/Flak-Regiment 104 (Oberst Rosenberg)
- Luftnachrichten-Abteilung 129

Organisation au 7 février 1943 :
- Stab/Flak-Regiment 27
- Stab/Flak-Regiment 42
- Stab/Flak-Regiment 77
- III./8, III./43, I./Lehr-Versuchs-Abteilung FAS, 3./321, 4./850 et 2./728 (et aussi les II./43 et Flak-Abt. Rostow pendant une courte période).
- Sanitäts-Kompanie/9. Flak-Div., Kw.Werkstattzug d. Lw. 4./II, Flak-Trsp.Bttr. 94./XII, 39./XIII, 92./VI et 125./VI
- Luftnachrichten-Abteilung 129

Organisation au 1er novembre 1943 :
- Stab/Flak-Regiment 27 (v)
- Stab/Flak-Regiment 42 (mot.)
- Luftnachrichten-Betriebs-Kompanie 129

Organisation en août 1944 :
- Stab/Flak-Regiment 27 (v)
- Stab/Flak-Regiment 42 (mot.)
- Flak-Transport-Bttr. 92./VI et 125./IV
- Luftnachrichten-Betriebs-Kompanie 129

Organisation au 1er octobre 1944 :
- Stab/Flak-Regiment 27 (mot.)
- Stab/Flak-Regiment 42 (mot.)
- Stab/Flak-Regiment 169 (v)
- Stab/Flak-MG-Regiment 200 (v)
- Flak-Transport-Bttr. 125./IV, 3./VI, 92./VI et 72./XI
- Luftnachrichten-Betriebs-Kompanie 129

### Livres
- Georges Bernage & François de Lannoy, Dictionnaire historique de la Luftwaffe et de la Waffen-SS, Éditions Heimdal, 1998
- (de) Karl-Heinz Hummel:Die deutsche Flakartillerie 1935 - 1945 - Ihre Großverbände und Regimenter, VDM Heinz Nickel, 2010